# Balingen járás
Balingen járás egy járás Baden-Württembergben. 
1973. január 1-jén  megszűnt a járás.

## Népesség
A járás népessége az elmúlt években az alábbi módon változott: 
| Év   | Lakosság |
| ---- | -------- |
| 1939 | 70'315   |
| 1950 | 82'320   |

| Jahr | Einwohner |
| ---- | --------- |
| 1961 | 98'127    |
| 1970 | 112'516   |